# El Mochuelo
Antonio Pozo Millán o Antonio Pozo Rodríguez segons altres fonts, denominat artísticament el Mochuelo, (Sevilla, 1868 - San Rafael, província de Segòvia, 1937) va ser un cantaor de flamenc.

## Biografia
Es desconeix amb certesa el seu segon cognom. Segons altres fonts va nàixer el 24 de juliol de 1873.
El diari Ahora, en l'edició del 29 d'abril de 1936, entrevista al personatge, que afirma haver nascut a Sevilla el 1871.

## Trajectòria
Va començar a cantar en públic amb 12 anys, i es va iniciar al cafè cantant de Silverio (tenia llavors l'ofici de ganiveter). Després dels inicis a la seua ciutat natal, el 1890 passa a Madrid, on es dedica a cantar en cafès com el de La Marina, Barquillo i Romero. Va fer-se famós per la seua capacitat per tindre un ampli repertori d'estils, no obstant això, les seues farruques i guajiras eren les més apreciades, va ser anomenat el rei de la farruca; era creació seua. El 21 de novembre de 1901 a la revista Alrededor del mundo es deia de la seua veu: 
| « | «és la que millor recull el fonògraf, i sens dubte per això ja porta impressionats Antonio Pozo més de trenta mil cilindres!…» | » |

No només va fer gires per Espanya sinó que també va realitzar gires per Amèrica Llatina, per països com l'Argentina, l'Uruguai o Mèxic, on va ser contractat per trenta duros diaris.
Fou un dels pioners de la gravació de discos, sent cridat a París per la casa Pathé per a impressionar matrius de cilindres per a fonògrafs. El 1880 fou el primer en gravar un palo de cante. Pels volts del 1902, enregistra el primer disc en format concert (25 cm) de la història d'Espanya. Participà a desenes de gravacions, sent considerat com el cantador més reeixit del període. També aparegué a una pel·lícula.
No obstant això, gastava tots els seus diners conforme els ingressava, incloent-hi el manteniment a tota la seua família. En la dècada dels trenta comença el seu declivi i encara que no deixa d'actuar, les seues actuacions són més limitades en el temps, havent de treballar de cambrer en els cafès en els quals abans havia triomfat com a cantant, i fins i tot d'encarregat d'un bar de cambreres fins que el van fer fora. En 1936 se li veu demanant pels carrers de Madrid acompanyat d'un vell amic guitarrer cantant les seues velles cançons amb veu ja cascada.
Durant la Guerra Civil va fugir a Torrent i més tard va passar a Segòvia treballant com a guarda d'una finca, allí va morir en 1937.